# Трубицино (Тверская область)
Трубицыно — деревня в Конаковском районе Тверской области. Входит в состав Ручьёвского сельского поселения.

## География
Находится в юго-восточной части Тверской области на расстоянии приблизительно 19 км на юго-восток по прямой от районного центра города Конаково.

## История
Известна с 1624 года как владение стольника и князя Василия Ивановича Туренина, состояла из 4 дворов. В 1859 году здесь (деревня Корчевского уезда Тверской губернии) было учтено 26 дворов, в 1900 — 21. В 1931 году в деревне был создан колхоз «Красный Маяк». 

## Население
Численность населения: 245 человек (1859 год), 132 (1900), 7 (русские 86 %) в 2002 году, 8 в 2010.